# 夏威夷雁
夏威夷雁（学名：Branta sandvicensis），又名黃頸黑雁或黃額黃雁，是夏威夷特有的一種雁，也是夏威夷州的州鳥。牠們只分佈在茂宜島、考艾島及夏威夷島。

## 演化
夏威夷雁是演化自加拿大雁，最有可能是於50萬年前夏威夷島剛剛形成後不久遷徙到來。史前巨大的夏威夷雁及Branta hylobadistes也是這個祖先的後裔。根據化石的粒線體DNA，所有夏威夷的雁，無論是現存或已滅絕的，都與Branta Canadensis maxima及Branta Canadensis occidentalis是近親。

## 特徵
夏威夷雁是中等身型的雁，高41厘米。雌鳥重1.525-2.56公斤；雄鳥重1.695-3.05公斤，較雌鳥重11%。成年雄鳥的頭部及後頸黑色，頰部淺黃色。頸部有明顯的黑白斜間。雌鳥在顏色上與雄鳥相似。成鳥的喙及腳都是黑色的。牠們的下巴有軟毛。雛鳥外觀像雄鳥，但呈深褐色，頭部及頸部並沒有明顯的分界，斜間也不怎麼明顯。牠們的趾上有枕及退化的蹼，令牠們可以輕鬆的在橫渡如熔岩平原等地方。

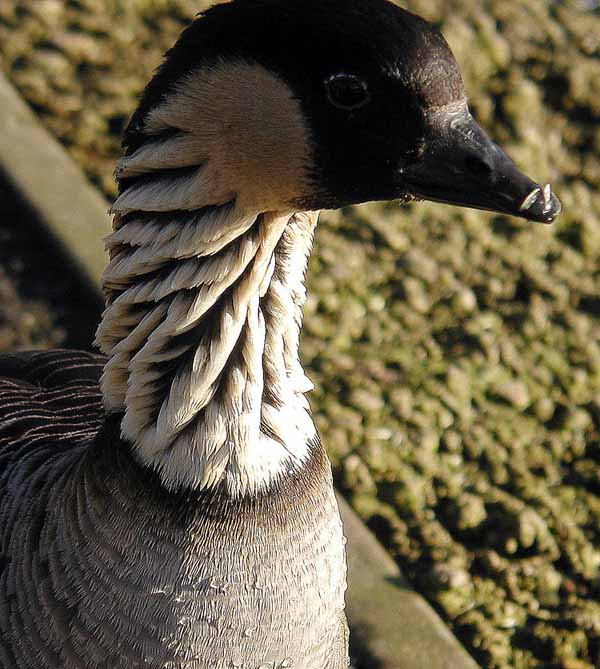
頸上的斜紋。
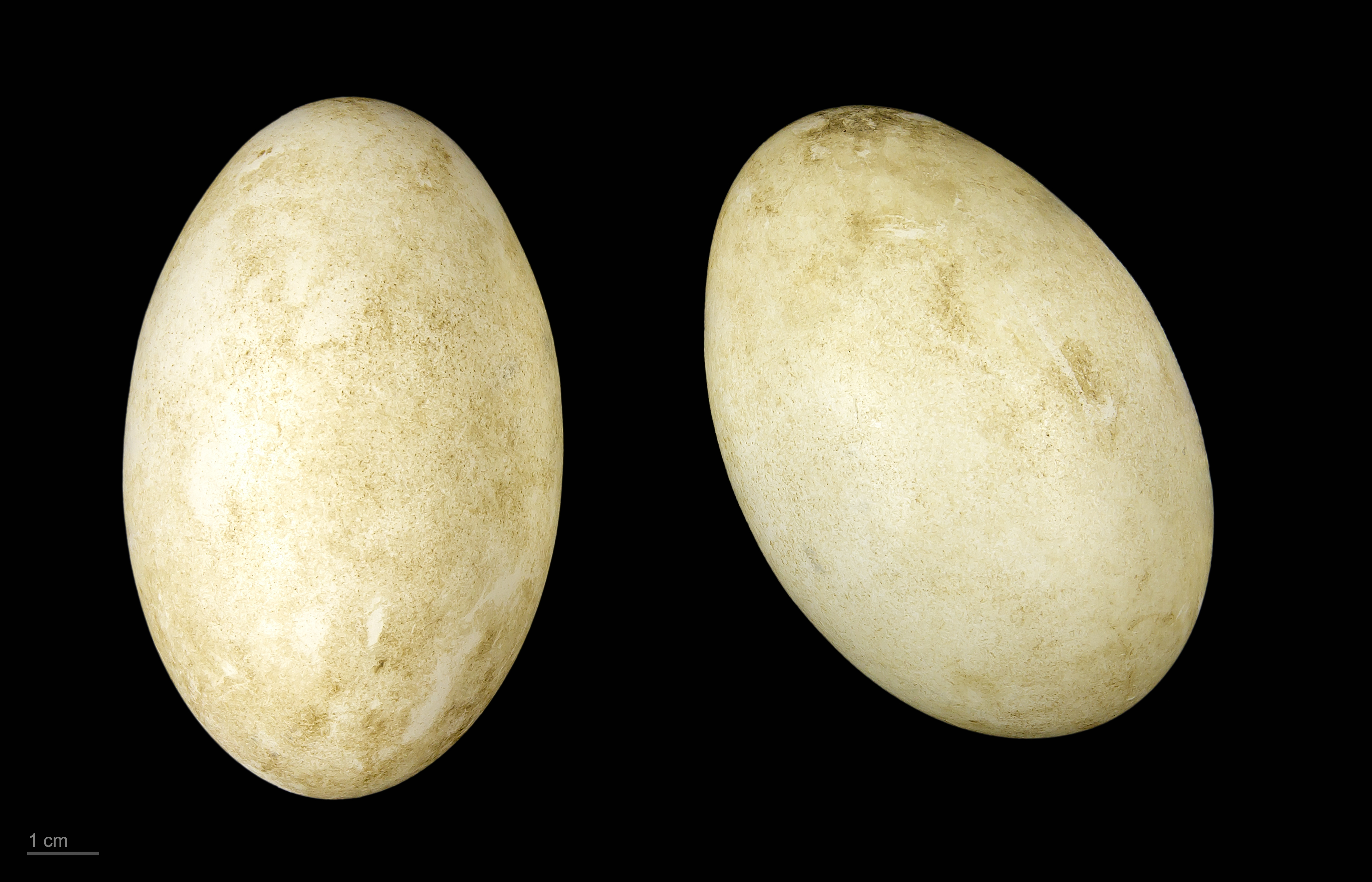
Branta sandvicensis
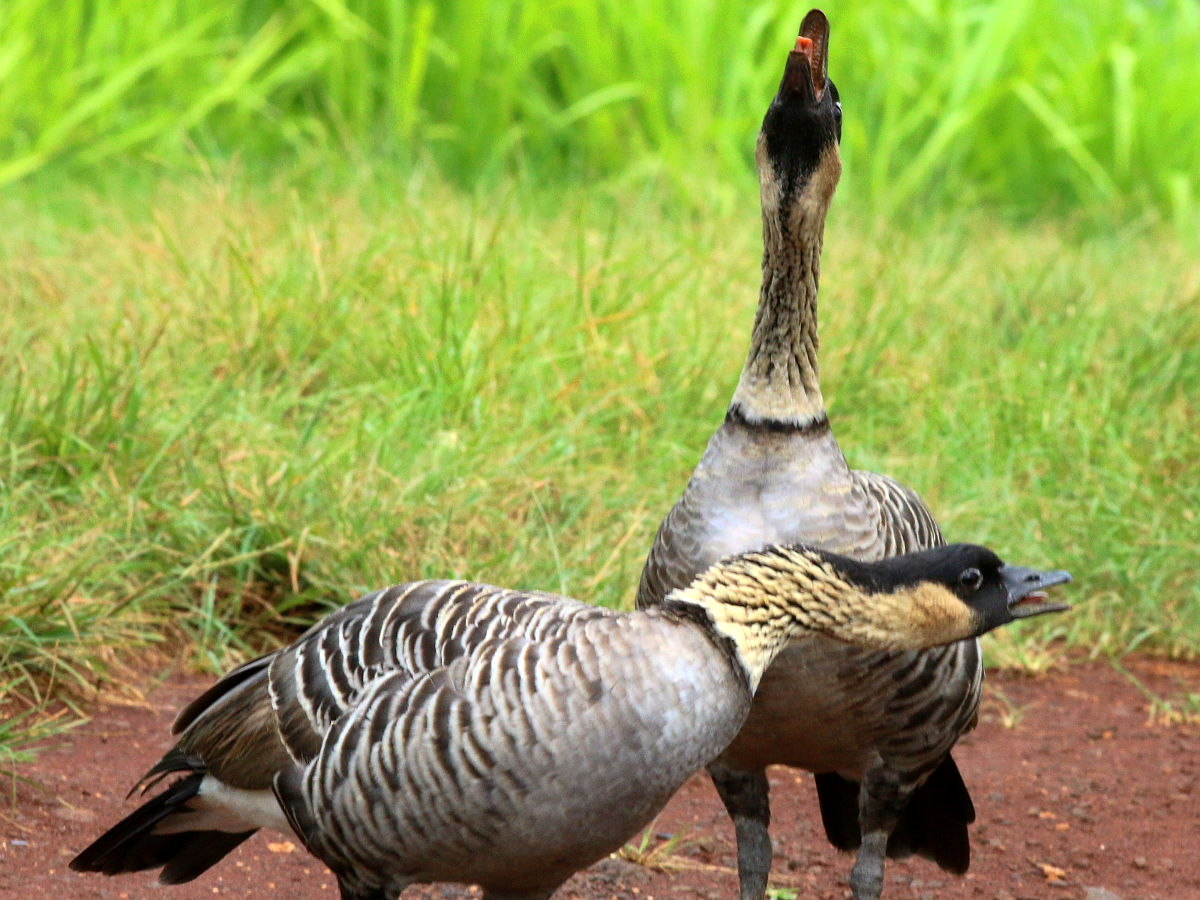
双雁对唱 考艾岛

## 棲息及分佈地
夏威夷雁曾一度分佈在夏威夷島、卡胡拉威島、拉奈島、摩洛凱島及考艾島。現時牠們只限於在夏威夷島、茂宜島、摩洛凱島及考艾島生活。牠們棲息在叢林、草原、沙丘及熔岩平原，而人工的棲息地包括由海平面至海拔2400米的草坪及哥爾夫球場。一些族群曾遷徙到低地及山區的地方。

## 繁殖
夏威夷雁的繁殖季節是介乎8月至4月之間，比任何一種雁的都要長。牠們會於11月至1月間生大部份的蛋，每次約生2-5隻蛋。牠們獨特的地方是在陸上交配的。雌鳥會負責選址、築巢及孵蛋，孵化期約為29-32天；雄鳥則會負責放哨。雛鳥在孵化後就可以自行覓食，在下一個繁殖季節到來前都會與父母同住。

## 食性
夏威夷雁是草食性的，主要吃葉子、種子、果實及花朵。

## 保育
夏威夷雁的數量曾經很多，於1778年當詹姆斯·庫克到達夏威夷時就約有25000隻。但於1952年，因被入侵的掠食者所獵食，就只餘下約30隻。由於人工繁殖及重新引入的成功，於2004年估計牠們在野外的數量就回升到800隻，飼養的就有約1000隻。不過牠們卻可能會面臨近親繁殖的風險。

## 外部連結
- BirdLife Species Factsheet.[]
- Nene Video Clip （页面存档备份，存于）
- (PDF). State of Hawaiʻi. 2005-03-25. （原始内容 (PDF)存档于2009-08-15）.